# Villa Tigellius
La Villa Tigellius es una residencia histórica de Recco en Liguria, Italia.

## Historia
El palacete fue construido en el 1898 según el proyecto del arquitecto Marco Aurelio Crotta para la familia Peirano. En la década del 60 el dueño de la época, el rico milanés Giovanni Battista Massone, regaló el inmueble a la comuna de Milán, la cual lo convirtió en una casa de vacaciones para los estudiantes de las escuelas primarias e de los colegios milaneses.
En el 2011 la administración municipal dirigida por Giuliano Pisapia puso a la venta la propiedad.

## Descripción
La villa, de estilo ecléctico con inspiraciones neogóticas, refleja el aspecto de un antiguo castillo. El edificio, que cuenta con cuatro niveles, se destaca por la presencia de una torre. Ajimeneces y merlones en forma de cola de golondrina completan la decoración del exterior.
La villa se levanta en posición panorámica con vistas al mar en el barrio de Mulinetti y está rodeada por un grande jardín rico de especies botánicas raras.

## Enlaces externons
- Esta obra contiene una traducción  derivada de «Villa Tigellius» de Wikipedia en italiano, publicada por sus editores bajo la Licencia de documentación libre de GNU y la Licencia Creative Commons Atribución-CompartirIgual 4.0 Internacional.
- Wikimedia Commons alberga una categoría multimedia sobre Villa Tigellius.

- Datos: Q99628222
- Multimedia: Villa Tigellius / Q99628222